# Elecciones municipales de 2015 en La Gomera
El 24 de mayo de 2015 se celebraron elecciones municipales en los 6 municipios de la isla canaria de La Gomera. Ese día también se celebraron elecciones al Cabildo de La Gomera y al Parlamento de Canarias.
| ← Elecciones municipales de 2015 en La Gomera → | ← Elecciones municipales de 2015 en La Gomera → | ← Elecciones municipales de 2015 en La Gomera → | ← Elecciones municipales de 2015 en La Gomera → | ← Elecciones municipales de 2015 en La Gomera → | ← Elecciones municipales de 2015 en La Gomera → |
| Municipio                                       | Municipio                                       | Partido                                         | Votos                                           | %                                               | Concejales                                      |
| ----------------------------------------------- | ----------------------------------------------- | ----------------------------------------------- | ----------------------------------------------- | ----------------------------------------------- | ----------------------------------------------- |
|                                                 | Agulo 9 concejales                              | ASG                                             | 464                                             | 56,86%                                          | 6                                               |
| PSOE                                            | Agulo 9 concejales                              | 214                                             | 26,23%                                          | 2                                               |                                                 |
| CC                                              | Agulo 9 concejales                              | 76                                              | 9,31%                                           | 1                                               |                                                 |
|                                                 | Alajeró 9 concejales                            | PSOE                                            | 666                                             | 56,78%                                          | 6                                               |
| PP                                              | Alajeró 9 concejales                            | 202                                             | 17,22%                                          | 1                                               |                                                 |
| ASG                                             | Alajeró 9 concejales                            | 178                                             | 15,17%                                          | 1                                               |                                                 |
| CC                                              | Alajeró 9 concejales                            | 115                                             | 9,80%                                           | 1                                               |                                                 |
|                                                 | Hermigua 9 concejales                           | NC-ADGomera                                     | 437                                             | 35,64%                                          | 4                                               |
| ASG                                             | Hermigua 9 concejales                           | 247                                             | 20,15%                                          | 2                                               |                                                 |
| CC                                              | Hermigua 9 concejales                           | 210                                             | 17,13%                                          | 2                                               |                                                 |
| PSOE                                            | Hermigua 9 concejales                           | 195                                             | 15,91%                                          | 1                                               |                                                 |
|                                                 | San Sebastián de La Gomera 13 concejales        | ASG                                             | 2.063                                           | 41,13%                                          | 6                                               |
| NC-ADGomera                                     | San Sebastián de La Gomera 13 concejales        | 1.118                                           | 22,29%                                          | 3                                               |                                                 |
| PSOE                                            | San Sebastián de La Gomera 13 concejales        | 730                                             | 14,55%                                          | 2                                               |                                                 |
| SSP                                             | San Sebastián de La Gomera 13 concejales        | 478                                             | 9,53%                                           | 1                                               |                                                 |
| PP                                              | San Sebastián de La Gomera 13 concejales        | 328                                             | 6,54%                                           | 1                                               |                                                 |
|                                                 | Valle Gran Rey 11 concejales                    | CC                                              | 609                                             | 29,06%                                          | 4                                               |
| ASG                                             | Valle Gran Rey 11 concejales                    | 484                                             | 23,09%                                          | 3                                               |                                                 |
| PSOE                                            | Valle Gran Rey 11 concejales                    | 404                                             | 19,27%                                          | 2                                               |                                                 |
| SSP                                             | Valle Gran Rey 11 concejales                    | 341                                             | 16,27%                                          | 2                                               |                                                 |
|                                                 | Vallehermoso 11 concejales                      | ASG                                             | 851                                             | 45,24%                                          | 6                                               |
| PSOE                                            | Vallehermoso 11 concejales                      | 681                                             | 36,20                                           | 4                                               |                                                 |
| PP                                              | Vallehermoso 11 concejales                      | 158                                             | 8,40%                                           | 1                                               |                                                 |